# GOSPE☆RATS 〜ペラッII〜
『GOSPE☆RATS ～ぺラッⅡ～』（ゴスペラッツ・ペラッツー）は、2015年9月2日にリリースされたゴスペラッツ2枚目のオリジナル・アルバム。

## 概要
ラッツ&スターの鈴木雅之、佐藤善義雄、桑野信義と、ゴスペラーズの村上てつや、酒井雄二によるコラボレーション・アルバムの第2弾。
前作『ゴスペラッツ』から9年半ぶり、ゴスペラッツ結成10周年記念アルバムとなっている。

### 音楽性
前作『ゴスペラッツ』同様、ラッツ&スター、大瀧詠一、洋楽のカバーと書き下ろしの楽曲で構成されている。「禁煙音頭」のみ2バージョン収録されている。
編曲には井上鑑、清水信之、村松邦男、小松秀行、KO-ICHIROの5名を迎えている。ゴスペラーズの安岡優も作詞を提供している。

### チャート成績
オリコンチャートで最高位8位を記録。

### リリース
初回限定盤・通常盤の2形態で発売。
初回生産限定盤は、LPサイズジャケット仕様・特製ゴスペラッツイラストお面団扇（2WAY/5枚“ゴスペラッツ×バリィさん”コラボステッカー・購入者特典スペシャルプレゼント応募券が特典として付属。

## 収録曲
1. 歌の贈り物（4分24秒）
  - 作詞：山田ひろし　作曲：酒井雄二　編曲：村松邦男
2. Skit1 ～ おまたせ “PE☆RATS” しました ～（0分31秒）
3. 禁煙スウィング（2分51秒）
  - 作詞：新井武士　作曲：宇崎竜童　編曲：清水信之
4. トンデバリバリ物語（2分30秒）
  - 作詞：鈴木雅之　作曲・編曲：酒井雄二
  - 東京メトロポリタンテレビジョン「バリィさんのいまばり弁講座」より
5. Pap-Pi-Doo-Bi-Doo-Ba 物語（3分53秒）
  - 作詞・作曲：大瀧詠一　編曲：井上鑑
6. まさか赤坂 Show Time (Go Go NOGIZAKA 2015 Version)（4分15秒）
  - 作詞：湯川れい子　作曲：井上大輔　編曲：井上鑑
7. ハリケーン (Let’s PE★RATS Again 2015 Version)（3分30秒）
  - 作詞：湯川れい子　作曲：井上大輔　編曲：清水信之
8. デイジー（4分00秒）
  - 作詞：山田ひろし　作曲：村上てつや　編曲：清水信之
9. Me and Mrs. Jones (Live)（3分32秒）
  - 作詞・作曲：ケニー・ギャンブル、ケーリー・ギルバート、レオン・ハフ
  - 編曲：小松秀行
10. Papa was a Rollin' Stone （Live)（5分07秒）
  - 作詞・作曲：ノーマン・ホイットフィールド、バレット・ストロング
  - 編曲：KO-ICHIRO
11. WE GOT SOUL POWER（4分54秒）
  - 作詩：安岡優　作曲者：KO-ICHIRO・村上てつや　編曲：KO-ICHIRO
12. Skit2 ～ 一致団結だぺラッⅡ ～（0分10秒）
13. 禁煙音頭 (Live)（3分05秒）
  - 作詞：新井武士　作曲：宇崎竜童　編曲：小松秀行